# Regina Ribeiro
Regina Ribeiro (Rio de Janeiro, 19 de dezembro de 1961) é uma Mestra Internacional de Xadrez brasileira, radicada em Blumenau. Considerada uma das mais importantes enxadristas brasileiras, venceu oito vezes o Campeonato Brasileiro Feminino de Xadrez e representou o país em dez edições das Olimpíadas de Xadrez. 

## Primeiros anos
Em 1973, logo após assistir a uma entrevista na TV do Grande Mestre brasileiro Mequinho, Regina Ribeiro pesquisou sobre xadrez pela primeira vez em uma enciclopédia. A partir disso, produziu seu primeiro tabuleiro numa folha de papel com peças recortadas e desenhadas manualmente.
Aos 12 anos, recebeu de seu pai como presente de aniversário um jogo de peças e um livro intitulado “Aprenda a jogar xadrez corretamente”. Começou a disputar torneios escolares, destacando-se rapidamente como finalista nos Jogos Estudantis da Primavera do Rio de Janeiro, em 1976, figurando como a única menina entre os participantes. 

## Carreira

### Jogadora de xadrez
Regina Ribeiro conquistou oito vezes o título de campeã brasileira de xadrez (1982 – co-campeã – Mogi-guaçu/SP; 1984 – Peabiru/PR; 1985 – Guarapari/ES; 1987 – Canela/RS; 1990 – Rio de Janeiro/RJ; 1992 – São Sebastião/SP; 2003 – Miguel Pereira/RJ; 2006 – São Paulo/SP).
Em 1985, conquistou o título de Mestra Internacional Feminina de Xadrez, outorgado pela Federação Internacional de Xadrez (FIDE), após participação no Zonal Sul-americano – São Paulo/SP.
Detém dezenove títulos dos Jogos Abertos de Santa Catarina (JASC), além de dois títulos do Campeonato Catarinense Feminino de xadrez.
Em 1986, recebeu das mãos do ex-campeão mundial de xadrez, Boris Spassky, o troféu da categoria "Expert" do U.S. Open Chess Championship.
Nas Olimpíadas de xadrez, conquistou para o país a medalha de bronze individual no terceiro tabuleiro, em 1992.

### Treinadora de xadrez
Como treinadora, Regina Ribeiro já revelou inúmeros campeões brasileiros de categoria na modalidade. Atua há 35 anos como professora no Colégio Bom Jesus, de Blumenau, além de promover a modalidade em projetos sociais.
Em reconhecimento a suas conquistas como jogadora e treinadora, Regina Ribeiro recebeu o título de cidadã blumenauense em 2010.
Em 2022, foi finalista do prêmio “Woman in Chess”, da Federação Internacional de Xadrez (FIDE), na categoria Outstanding chess trainer. A indicação foi anunciada durante as Olimpíadas de Xadrez, em Chennai, na Índia.

### Autora de livros didáticos
RIBEIRO, Regina. Xadrez Para Crianças: A História Do Xadrez. Editora Brasil Leitura. 2000. 
RIBEIRO, R.; LOTH, F. Xadrez para Iniciantes. Editora Brasil Leitura, 2011.
RIBEIRO, R.; MOLINARI, A.; KRETSZCHMAR, A. Um jogo chamado Xadrez. Editora Bom Jesus, 2017.
RIBEIRO, R.; MOLINARI, A.; KRETSZCHMAR, A. Um reino chamado xadrez. Editora Bom Jesus, 2017.
RIBEIRO, R.; MOLINARI, A.; KRETSZCHMAR, A. No mundo xadrez tim-tim por tim-tim. Editora Bom Jesus, 2017.

## Participações em Olimpíadas
Fez parte da equipe brasileira em dez edições das Olimpíadas de xadrez entre 1982 e 2014. Seus melhores resultados foram a medalha de bronze individual no terceiro tabuleiro, conquistada na Olimpíada de 1992 e um quinto lugar no primeiro tabuleiro reserva em 1994. Em 1986, ajudou o Brasil, jogando no segundo tabuleiro, a terminar a competição em décimo primeiro lugar, a segunda melhor colocação do país na competição.
| Ano  | Edição        | Local    | Tabuleiro | Pontos | Partidas | V | E | D | %    | Classificação | Classificação |
| ---- | ------------- | -------- | --------- | ------ | -------- | - | - | - | ---- | ------------- | ------------- |
| Ano  | Edição        | Local    | Tabuleiro | Pontos | Partidas | V | E | D | %    | Equipe        | Individual    |
| 1982 | 25ª Olimpíada | Lucerna  | 2º        | 5½     | 12       | 4 | 3 | 5 | 45.8 | 16º           | 29º           |
| 1984 | 26ª Olimpíada | Salônica | 1º        | 6½     | 14       | 5 | 3 | 6 | 46.4 | 19º           | 31º           |
| 1986 | 27ª Olimpíada | Dubai    | 2º        | 5½     | 11       | 4 | 3 | 4 | 50.0 | 11º           | 24º           |
| 1988 | 28ª Olimpíada | Salônica | 2º        | 2½     | 10       | 1 | 3 | 6 | 25.0 | 20º           | 49º           |
| 1992 | 30ª Olimpíada | Manila   | 3º        | 9      | 12       | 8 | 2 | 2 | 75.0 | 35º           | 3º            |
| 1994 | 31ª Olimpíada | Moscou   | 1º res.   | 7½     | 10       | 6 | 3 | 1 | 75.0 | 44º           | 5º            |
| 2000 | 34ª Olimpíada | Istambul | 3º        | 4      | 11       | 3 | 2 | 6 | 36.4 | 57º           | 66º           |
| 2004 | 36ª Olimpíada | Calvià   | 2º        | 6½     | 11       | 4 | 5 | 2 | 59.1 | 54º           | 19º           |
| 2006 | 37ª Olimpíada | Turim    | 1º        | 4      | 9        | 2 | 4 | 3 | 44.4 | 52º           | 70º           |
| 2014 | 41ª Olimpíada | Tromsø   | 4º        | 1½     | 8        | 1 | 1 | 6 | 18.8 | 44º           | 61º           |